# In Nacht und Eis
In Nacht und Eis (alemán: En la noche y el hielo) o Der Untergang der Titanic (alemán: El hundimiento del Titanic) es una película muda alemana rodada en 1912 de 30 minutos de duración sobre el hundimiento del Titanic. La filmación comenzó durante la primavera 1912 y la película se estrenó ese invierno. Los efectos especiales de la película son primitivos para hoy en día, pero eran impresionantes por aquel entonces.[cita requerida] En la película puede verse cómo un pequeño barco de juguete golpea un bloque de hielo en una pequeña piscina. Alrededor de 1914, la película se consideró perdida para siempre, al igual que muchas otras de aquella época. Luego, en 1998, un coleccionista alemán de cine se dio cuenta de que tenía una copia de la película en su colección privada.